# Велико Село (Палилула)
Велико Село је насеље у градској општини Палилула, у Граду Београду. Према попису из 2022. било је 1.465 становника.
Овде се налази Стара механа у Великом Селу. У селу је 1934. још био жив 102-годишњи Ђорђе Николић.

## Демографија
У насељу Велико Село живи 1366 пунолетних становника, а просечна старост становништва износи 41,9 година (40,5 код мушкараца и 43,3 код жена). У насељу има 388 домаћинстава, а просечан број чланова по домаћинству је 4,31.
Ово насеље је великим делом насељено Србима (према попису из 2002. године), а у последња три пописа, примећен је пад у броју становника.
|  |

| Демографија | Демографија | Демографија |
| Година      | Становника  | Становника  |
| ----------- | ----------- | ----------- |
| 1948.       | 1.908       |             |
| 1953.       | 1.968       |             |
| 1961.       | 1.877       |             |
| 1971.       | 1.874       |             |
| 1981.       | 1.901       |             |
| 1991.       | 1.767       | 1.723       |
| 2002.       | 1.676       | 1.689       |

| Етнички састав према попису из 2002.‍ | Етнички састав према попису из 2002.‍ | Етнички састав према попису из 2002.‍ | Етнички састав према попису из 2002.‍ | Етнички састав према попису из 2002.‍ |
| ------------------------------------ | ------------------------------------ | ------------------------------------ | ------------------------------------ | ------------------------------------ |
|                                      |                                      |                                      |                                      |                                      |
| Срби                                 | Срби                                 |                                      | 1.620                                | 96,65%                               |
| Роми                                 | Роми                                 |                                      | 13                                   | 0,77%                                |
| Југословени                          | Југословени                          |                                      | 4                                    | 0,23%                                |
| Муслимани                            | Муслимани                            |                                      | 3                                    | 0,17%                                |
| Румуни                               | Румуни                               |                                      | 2                                    | 0,11%                                |
| Црногорци                            | Црногорци                            |                                      | 1                                    | 0,05%                                |
| Хрвати                               | Хрвати                               |                                      | 1                                    | 0,05%                                |
| Словаци                              | Словаци                              |                                      | 1                                    | 0,05%                                |
| Бошњаци                              | Бошњаци                              |                                      | 1                                    | 0,05%                                |
| непознато                            | непознато                            |                                      | 27                                   | 1,61%                                |

| Година пописа     | 1948. | 1953. | 1961. | 1971. | 1981. | 1991. | 2002. |
| ----------------- | ----- | ----- | ----- | ----- | ----- | ----- | ----- |
| Број домаћинстава | 369   | 364   | 399   | 411   | 453   | 377   | 388   |

| Број чланова      | 1  | 2  | 3  | 4  | 5  | 6  | 7  | 8  | 9 | 10 и више | Просек |
| ----------------- | -- | -- | -- | -- | -- | -- | -- | -- | - | --------- | ------ |
| Број домаћинстава | 30 | 59 | 52 | 64 | 63 | 69 | 33 | 10 | 6 | 2         | 4,31   |

| Пол    | Укупно | Неожењен/Неудата | Ожењен/Удата | Удовац/Удовица | Разведен/Разведена | Непознато |
| ------ | ------ | ---------------- | ------------ | -------------- | ------------------ | --------- |
| Мушки  | 704    | 143              | 497          | 47             | 16                 | 1         |
| Женски | 714    | 94               | 488          | 121            | 11                 | 0         |
| УКУПНО | 1.418  | 237              | 985          | 168            | 27                 | 1         |

| Пол    | Укупно                    | Пољопривреда, лов и шумарство | Рибарство                            | Вађење руде и камена | Прерађивачка индустрија       |
| ------ | ------------------------- | ----------------------------- | ------------------------------------ | -------------------- | ----------------------------- |
| Мушки  | 463                       | 263                           | 0                                    | 0                    | 43                            |
| Женски | 352                       | 205                           | 0                                    | 1                    | 28                            |
| УКУПНО | 815                       | 468                           | 0                                    | 1                    | 71                            |
| Пол    | Производња и снабдевање   | Грађевинарство                | Трговина                             | Хотели и ресторани   | Саобраћај, складиштење и везе |
| Мушки  | 7                         | 15                            | 42                                   | 2                    | 38                            |
| Женски | 0                         | 1                             | 49                                   | 3                    | 12                            |
| УКУПНО | 7                         | 16                            | 91                                   | 5                    | 50                            |
| Пол    | Финансијско посредовање   | Некретнине                    | Државна управа и одбрана             | Образовање           | Здравствени и социјални рад   |
| Мушки  | 3                         | 9                             | 14                                   | 2                    | 7                             |
| Женски | 2                         | 9                             | 6                                    | 8                    | 20                            |
| УКУПНО | 5                         | 18                            | 20                                   | 10                   | 27                            |
| Пол    | Остале услужне активности | Приватна домаћинства          | Екстериторијалне организације и тела | Непознато            | Непознато                     |
| Мушки  | 10                        | 0                             | 0                                    | 8                    | 8                             |
| Женски | 5                         | 1                             | 0                                    | 2                    | 2                             |
| УКУПНО | 15                        | 1                             | 0                                    | 10                   | 10                            |